# Чепкен
Чепкен (азерб. Çəpkən) — азербайджанский национальный костюм.
«Чепкен» — вид верхней плечевой одежды азербайджанцев на подкладке, с ложными длинными рукавами. Чепкены в основном шили из тирьмы, бархата, а также различных шелковых парчевых тканей. Носят «чепкен» в основном женщины, однако есть и мужской вид этой одежды.
В зависимости от возраста женщин цвета чепкенов, которые они носили отличались. Молодые девушки и женщины носили как правило желтые, красные, зеленые, а пожилые женщины — белые или черные рубахи.
Чепкены часто шили с подкладками с покроем, которые плотно прилегали к телу. В нижней боковой части одежды была деталь, называемя «чапыг» (азерб. çapıq — «шрам»), делающая фигуру женщины более красивой и привлекательной.
Одевали чепкен поверх рубашки, так он плотно прилегал к телу. С боковых сторон чепкен имел рукава, заканчивающиеся нарукавниками. К рукавам иногда пришивали пуговицы. Чепкен шили из различных тканей «тирме», велюр и других блестящих тканей.